# Angie Russell
Angela "Angie" Russell es un personaje ficticio de la serie de televisión australiana Home and Away, interpretado por la actriz Laurie Foell desde el 26 de septiembre del 2002, hasta el 24 de mayo del 2004. 

## Antecedentes
Mónica, la madre de Angie, explicó que los problemas de su hija comenzaron en su infancia cuando su padre abandonó el hogar familiar. Angie no quiso aceptarlo, ya que amaba y veía a su padre como el hombre perfecto, por lo que comenzó a negar que su padre no las quisiera y a comenzar a tener rencor por su madre, a quien la culpaba de la partida de su padre.

## Biografía
Angie llegó por primera vez a Sumer Bay en el 2002 pronto se descubrió que Angie era una antigua novia de Rhys Sutherland. cuando su hijo Dylan comenzó a sentirse atraído por la hija de Rhys, Kirsty Sutherland, Angie le reveló que Dylan era su hijo lo que dejó a Rhys sorprendido. Sin embargo mucho tiempo después se descubrió que Dylan no era hijo de Rhys.
Poco después Angie comienza a salir con el recién liberado de prisión Jesse McGregor, cuando ocurre un asesinato y el detective Mike Carter le pregunta sobre el paradero de Jesse, Angie le miente. 
Más tarde comenzó a realizar juegos mentales con Nick Smith, cuando Angie ve a Nick discutiendo con su hijo comienza a coquetearle y luego rechazarlo, cuando Nick la confronta en el salón de clases Angie comienza a gritar y a arrancarse la ropa cuando las personas se acercan Angie miente y dice que Nick intentó agredirla sexualmente, Angie decide retirar los cargos pero aun así Nick fue sentenciado a realizar servicios comunitarios. Cuando la verdad se descubrió toda la bahía se puso en contra de Angie.
Poco a poco Angie comienza a volverse inestable y su comportamiento comienza a volverse errático, durante ese tiempo incendia el bote de Scott Hunter y chantajea a Josh West sobre su relación con el concejal, lo cual le causa muchos enfrentamientos con West. Morag Stewart hasta de la actitud de Angie descubre información acerca de un escándalo en el cual Angie se vio envuelta en el pasado con Duncan Stewart el sobrino de Morag en una escuela de la ciudad decide utilizarlo, sin embargo el plan no sale bien y Angie termina demandando a Morag por difamación.
Nick, Kirsty, Jade Sutherland y Seb Miller deciden vengarse de Angie y la graban amenazando a Nick y se lo muestran al director Paris Burnett, quien la expulsa de la escuela.
Semanas más tarde el cuarpo de Angie es encontrado, y en una serie de flashbacks muestran a posibles culpables entre ellos su hijo Dylan, Rhys, Kirsty, Jade y Dani Sutherland, Sally Fletcher, Jesse, Nick, Irene Roberts y Josh. Eventualmente Dylan le confiesa a la policía que durante una discusión con su madre la empujó y esta al caer se golpeó la cabeza lo cual le causó la muerte, Dylan fue enviado a la ciudad para enfrentar su juicio y finalmente fue encontrado inocente.
Angie apareció una última vez en el 2004 cuando se le apareció como fantasma a su hija Tasha durante un sueño.